# Saison 2017 des Astros de Houston
La saison 2017 des Astros de Houston est la 56e saison en Ligue majeure de baseball pour cette franchise et sa 5e en Ligue américaine. Les Astros sont champions de la Ligue majeure de baseball pour la première fois de leur histoire lorsqu'ils remportent la Série mondiale 2017 quatre matchs à trois sur les Dodgers de Los Angeles. 
Le triomphe des Astros en Série mondiale met le point final à une année où le club remporte 101 matchs de saison régulière contre 61 défaites, leur meilleure performance depuis 1998 et 17 victoires de plus que l'année précédente. Houston remporte son premier titre de la Ligue américaine et son premier titre de la division Ouest de la Ligue américaine. 
En séries éliminatoires, les Astros écartent d'abord les Red Sox de Boston en Série de divisions, puis éliminent les Yankees de New York quatre matchs à trois dans un affrontement où le lanceur étoile Justin Verlander, acquis de Détroit en cours de saison, est nommé joueur par excellence de la Série de championnat.
Le joueur de deuxième but étoile des Astros, José Altuve, remporte son 3e championnat des frappeurs, mène la ligue pour les coups sûrs une 4e saison consécutive, et est voté joueur par excellence de la saison 2017 dans la Ligue américaine. Il est aussi nommé sportif masculin de l'année par l'Associated Press.

## Saison régulière
La saison régulière de 162 matchs des Astros débute le 3 avril 2017 par la visite des Mariners de Seattle au Minute Maid Park de Houston et se termine le 1er octobre suivant. 

### Classement
| Ligue américaine division Ouest | V   | D  | %    | Diff. | Diff. (séries) |
| ------------------------------- | --- | -- | ---- | ----- | -------------- |
| Astros de Houston               | 101 | 61 | ,623 | -     | -              |
| Angels de Los Angeles           | 80  | 82 | ,494 | 21    | 5              |
| Mariners de Seattle             | 78  | 84 | ,481 | 23    | 7              |
| Rangers du Texas                | 78  | 84 | ,481 | 23    | 7              |
| Athletics d'Oakland             | 75  | 87 | ,463 | 26    | 10             |